# Rubus koehleri
Rubus koehleri — вид квіткових рослин родини трояндових (Rosaceae).

## Поширення

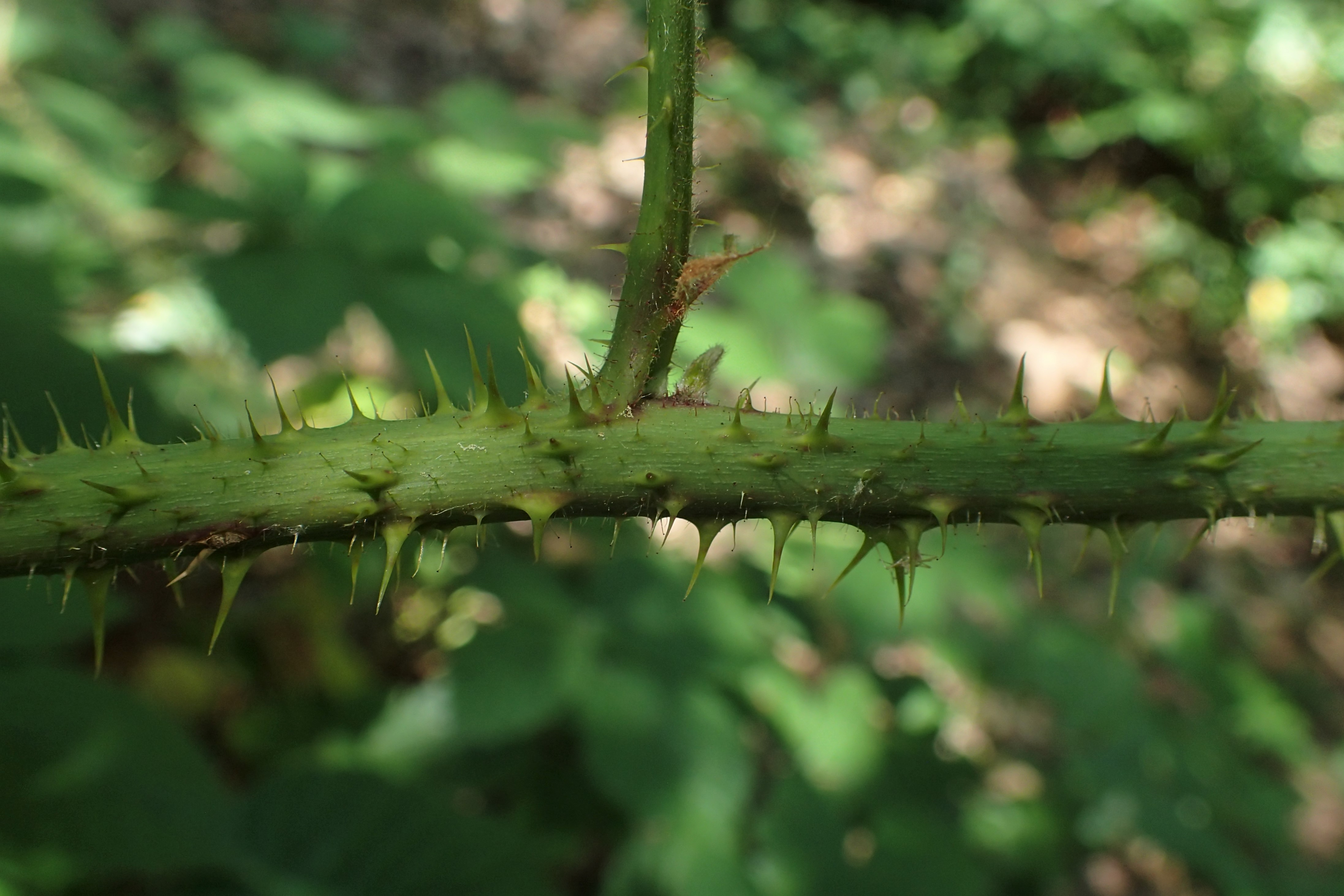

Поширення: Болгарія, Чехія, Німеччина, Польща, Україна.
В Україні наводиться для Карпат.